# 第1太陽周期
第1太陽周期(Solar cycle 1)は、太陽黒点の活動が記録され始めてから最初の太陽活動周期である。1755年2月から1766年6月まで11年4ヶ月続いた。月平均の平滑化太陽黒点数の最大は144.1個（1761年6月）であり、最小（周期開始時）は14.0個であった。

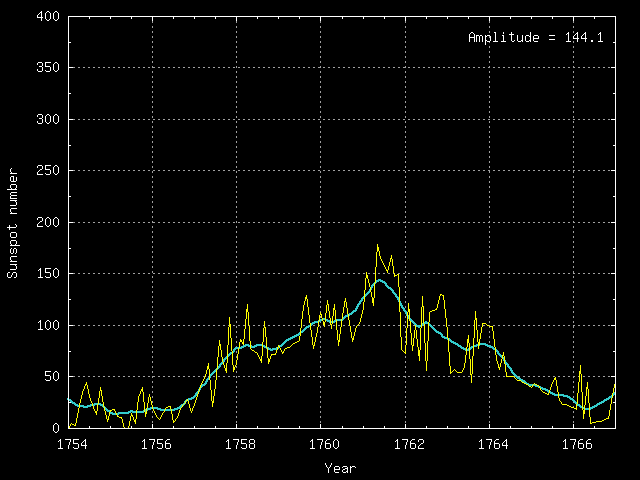
黄色い線は月平均の黒点数、青い線は平滑化された黒点数を表す

## 概要
第1太陽周期は、スイスの天文学者、数学者であるルドルフ・ウォルフにより初めて発見された。彼は1843年にハインリッヒ・シュワーベが発見した、太陽黒点の活動の周期性（太陽活動周期）に強い興味を持ち、自らが観測するにとどまらず、1610年のガリレオによる最初の望遠鏡観測のデータにまで遡り、その周期性を研究した。
これまでシュワーベにより、太陽周期の平均長さは「約10年」であることは推定されていたが、一連の研究によりウォルフは、より厳密な「11.11年」という値を求めることができた。これらの研究結果は1852年に発表された。
この中でウォルフが周期を特定する上で、確実に遡れる限界が1755年までであり、慣習的にこの周期（1755年～1766年の11年間）を「第1太陽周期」と呼ぶこととなった。またこれ以降の太陽活動周期は、第2周期、第3周期、とナンバリングされることとなる。